# Ogcodes hirtus
Ogcodes hirtus är en tvåvingeart som först beskrevs av Sack 1936.  Ogcodes hirtus ingår i släktet Ogcodes och familjen kulflugor. Inga underarter finns listade i Catalogue of Life.